# 低俗小说
《黑色追緝令》（英語：Pulp Fiction）是一部1994年美國黑色幽默犯罪片，為昆汀·塔倫提諾執導與編劇，故事則由塔倫提諾和羅傑·艾弗瑞構想。電影充斥著髒話、幽默和暴力，且還以具有諷刺意味的非線性敘事來呈現，還部分引用流行文化。
本片獲奧斯卡提名包括最佳影片等七項大獎，約翰·屈伏塔獲得奧斯卡最佳男主角獎的提名，而森姆·積遜與奧瑪·花曼則也分別得到最佳男配角獎與最佳女配角獎提名，最終贏得了最佳原創劇本獎。另於第47屆坎城影展上獲得了最高榮譽的金棕櫚獎。
其畫面與構成成為後代作品中時常向其致敬或模仿之對象，使得多數評論家認為本片是後現代電影的一個最佳典範。片中因大量的黑色幽默風格而常被認為是「後經典黑色電影」。
《黑色追緝令》的影響對大眾和媒體甚深，被《娛樂周刊》評為1983年-2008年間最偉大的電影。《黑色追緝令》被影評人認為是歷來最偉大的電影之一。2013年，電影獲美國國會圖書館選入國家影片登記表當中，對電影文化和發展史擁有重要的地位。

## 敘事結構
敘事手法為依序由三個不同的故事但實際上卻相互關聯的故事組成：第一個故事的主角為合約殺手文生·韋格，第二個故事的主角為職業拳擊手布區·古利吉，第三個故事的主角則是文生的殺手搭檔朱爾·溫菲德。雖然三個故事的事件分別於不同的時間點發生，但它們以當中的部分片段交錯串連。
1. "序幕-餐廳（Prologue—The Diner）"
2. 開頭-"文生·韋格＆馬沙·華勒斯的女人（Vincent Vega and Marsellus Wallace's Wife）"
3. "文生·韋格＆馬沙·華勒斯的女人（Vincent Vega and Marsellus Wallace's Wife）"
4. 開頭-"金錶（The Gold Watch）"
5. "金錶（The Gold Watch）"
6. "邦妮事件（The Bonnie Situation）"
7. "尾聲-餐廳（Epilogue—The Diner）"

## 劇情

### 序幕-餐廳
一對情侶「南瓜」和「小白兔」在一家小餐廳吃早餐，並討論著他們的搶劫計劃。最後，兩人做出結論決定搶劫這家餐廳，因為餐廳跟聯邦銀行一樣有保險，所以大概不會有人抵抗。說完便起身拔槍要在場所有人趴下。

### 開頭-文生·韦格＆马沙·华勒斯的女人
殺手朱爾·溫菲德和剛從阿姆斯特丹回來的搭檔文生·韋格穿著一身黑西裝，正在前往布瑞的公寓幫黑幫老闆馬沙·華勒斯取回公事包的路上。途中文生談起了他在歐洲遇到的一些趣事，例如在阿姆斯特丹的酒吧裏大麻是合法的、而在法國，麥當勞賣的大麥克（Big Mac）被稱作「樂大麥克（Le Big Mac）」、還有荷蘭人吃薯條時沾的是美乃滋而不是番茄醬等等。而朱爾則向文生透露，老闆馬沙曾將一名幫他女人做腳底按摩的人東尼從四樓的陽台丟下去，使東尼成了啞巴，朱爾認為馬沙太小題大作了。文生也說馬沙要求他在出城後幫忙照顧他的女人。後來兩人找到了布瑞的公寓，文生在那發現了公事包並認為是他從老闆那偷來的。朱爾開槍打死了布瑞同夥的其中一人，並且在和文生殺了布瑞之前念了一段聖經中的一章。

### 文生·韋格＆馬沙·華勒斯的女人
在一間沒人的雞尾酒吧，冠軍拳擊手布區·古利吉接受了馬沙的賄絡，並同意在他即將到來的比賽中於第五局倒下。這時，朱爾和文生改穿著T恤和短褲進來交付公事包，其中布區和文生兩眼相會了一下。隔天，文生找蘭斯和他的妻子茱蒂購買3公克的高檔海洛因，並在蘭斯的房間裡吸食。晚上，他開車去接馬沙的妻子米亞·華勒斯，並應對方要求帶她出去。兩人到了一間1950年代的主題餐廳「傑克兔」，連貓王等知名明星也常來這。米亞聊到她曾是一名電視影集《霹靂女嬌娃》的演員，她在當中飾演一名飛刀女特務，但該影集在試播集階段就失敗了。兩人沉默了一下，米亞提議去補個妝來讓文生想好接下來要講什麼，後來文生問對方關於馬沙將東尼扔下陽台一事，米亞說東尼只是在婚禮上握過她一次手，其實連她也不懂為何馬沙要這麼做。
兩人後來參加了餐廳舉辦的妞妞舞比賽，並贏得獎杯回到華勒斯的房子。文生到洗手間想好道別的話，米亞則從他的上衣口袋裡發現了海洛因。她誤以為是古柯鹼，使得米亞吸食過量而昏倒。文生發現後著急地帶著她到蘭斯家求助。文生在蘭斯的提議下用腎上腺素打入米亞的心臟才讓她醒來。文生與米亞分開前，兩人約定好不將此事告訴馬沙。

### 開頭-金錶
正在看電視卡通的年幼布區被一名越戰老兵孔斯上尉打斷。孔斯說，他帶來的這個金錶是古利吉男人傳了三代的一樣重要傳家寶，布區的父親和孔斯是好友，布區的父親在越南战争的戰俘營中死亡，並在臨終前請求孔斯藏好手錶；孔斯便像布區的父親一樣將錶藏於肛門中數年，就是為了交給布區。這時，鐘聲響起，成年的布區驚醒來想著剛才夢到的事，並接著上場比賽。

### 金錶
比賽結束後，布區逃走，因為他打死了對手而違背了與馬沙的交易；他上了一輛計程車到旅館，並陪著女友法比恩親熱。馬沙也隨即得知布區違背交易而要追殺他。第二天早上，兩人打算離開時布區發現法比恩忘記收拾重要的金錶，儘管認為馬沙會找到他，仍要回到他原本的公寓拿。布區很快地發現手錶，但他以為屋子裡只有自己一人而烤了吐司；這時，他發現廚房有一支MAC-10衝鋒槍，並聽到廁所沖水聲而持槍準備攻擊，走出來的人是文生。兩人不語相望了一下，布區便開槍殺死了他。
布區得意地開車離開，在等紅綠燈時，馬沙意外地從面前走過，並認出了他。著急的布區馬上開車撞開他，但卻與另一台車相撞，使自己也同樣受傷。馬沙站起來開槍射他，兩人追逐到一間樂器店，當布區要開槍殺馬沙時，老闆梅納持槍指著他並打昏了布區。後來，他將兩人綁於一個地下室，同性戀梅納和警察戴德將馬沙拖到另一個去雞姦他，並帶出一名關在籠子中不會說話的束縛裝人「僕人」看著布區。布區很快地弄開了繩子並打昏了「僕人」，原本想逃走的布區決定拯救馬沙，他選了一把武士刀回去開門，發現戴德將馬沙放置於鞍馬上雞姦他，布區兩刀殺死了梅納。馬沙起身用梅納的獵槍射傷了戴德的大腿內側，馬沙說，打算要帶幾個手下放把火燒了這裡，然後告訴布區別把這裡的事說出去並要他離開洛杉磯，兩人恩怨就此一筆勾消。布區同意後騎著戴德停在店門口的哈雷機車載法比恩到火車站離開。

### 邦妮事件
故事回到文生與朱爾槍決了布瑞之後，另一名躲在浴室門後的同夥突然衝出對他們瘋狂開槍，但是他的子彈並沒有打中任何人，文生與朱爾隨即便開槍反擊。朱爾覺得他們可以幸運地毫髮無傷是一個「奇蹟」，也是神要他退出殺手的一個暗示。之後他們帶著布瑞的同夥馬文上車離開。
在車上，文生回頭問馬文對於朱爾說的「奇蹟」看法時手上的槍意外地走火打爆了馬文的頭，車子頓時變得血跡斑斑。為了不引起注意朱爾決定向他的朋友吉米求助。吉米說一定要在妻子邦妮下班回來之前把這件事處理完，如果她發現車庫裡有個死人一定會跟他離婚。朱爾打電話請求馬沙幫忙，馬沙安排了他的「清潔工」溫斯頓·沃夫來幫他們處理。沃夫要文生和朱爾將車子清乾淨、把屍體藏於後車廂，接著他讓兩人簡單地把身體清洗一番後將血淋淋的衣服丟掉換成吉米給的短褲與T恤。他們開車到喬老大的汽車零件廠，沃夫與老闆的女兒瑞卡碰面後離去，而朱爾與文生決定去吃早餐。

### 尾聲-餐廳
朱爾和文生到一間餐廳吃早餐，他們討論到兩人因為那件「奇蹟」而意外活下來，朱爾告訴文生因為這件事他決定從此金盆洗手。文生去上廁所後，「南瓜」和「小白兔」（接續電影的第一個場景）相吻後亮槍威脅在場的所有客人和經理趴下並交出的錢包，包括朱爾的神祕公事包，但反被朱爾奪槍並用槍指著。「小白兔」緊張地用槍指著朱爾並要他別開槍，而從廁所出來的文生也用槍對著「小白兔」，朱爾要對方將自己錢包裡的1500美元給他們並背誦了一段在布瑞公寓中念的聖經章節（以西結書 25:17），朱爾表示了他的心理有關他罪惡的一生而感到矛盾。作為第一個贖罪行為就是放兩個搶匪走，接著朱爾和文生帶著公事包回到馬沙那。朱爾便此完成了他對老闆的最後工作。

## 演員

文生與朱斯同時舉槍的經典場景

- 約翰·屈伏塔 飾 文生·韋格（Vincent Vega）

由屈伏塔飾演此角前導演塔倫提諾的人選為麥可·馬德森，馬德森曾在《霸道橫行》（1992年）中飾演維克·韋格，但後來馬德森選擇出演凱文·科斯納的《執法悍將》（1994年）。馬德森表示一直以來都很後悔自己當初的決定。哈維·溫斯坦曾推薦過丹尼爾·戴-劉易斯演出此角。屈伏塔接受了降低片酬的協議來出演，消息來源聲稱約是10萬美元或14萬美元，但電影的成功使他獲得了奧斯卡最佳男主角獎提名而重振自己的職業生涯。屈伏塔後來在《矮子當道》（1995年）和吳宇森的《變臉》（1997年）中都飾演著類似的角色。2004年，塔倫提諾提出了一項關於屈伏塔與馬德森一同主演的「韋格兄弟」構想，但仍未實現。
- 山繆·傑克森 飾 朱爾·溫菲德（Jules Winnfield）

塔倫提諾本來以傑克森本人為塑造此角色的原型，但傑克森幾乎因為保羅·卡爾德龍在第一次的演員試鏡中的表現而失去這個角色。傑克森以為試鏡僅僅是讀劇本而已。哈維·溫斯坦說服傑克森來第二次的試鏡，在最後的餐館場景，他的表現贏得了塔倫提諾的青睞。朱爾在最初的劇本中顶着一个巨型爆炸头，但塔倫提諾和傑克森都一致認為在片中能留著黑人捲髮頭假髮（評論家把它視作電影中貧民窟黑人的一項宣示）。傑克森獲得了奧斯卡最佳男配角獎提名。而卡爾德龍則在片中飾演馬沙的助手保羅，同時也是酒吧中的調酒師。
- 乌玛·瑟曼 飾 米亞·華勒斯（Mia Wallace）

米拉麥克斯影業偏愛荷莉·杭特與梅格·萊恩來飾演此角。艾佛烈·伍達和梅格·提莉也是在考慮的人選之中。但塔倫提諾在第一次見到舒曼時就決定讓她來演。她在床上、手拿著香煙的模樣成了電影大多數的宣傳媒介。舒曼被提名奧斯卡最佳女配角獎，並因此成了名流。儘管小有名氣的她選擇在未來的三年都不參與任何大預算的電影。舒曼後來在塔倫提諾的兩部《追殺比爾》（2003年、2004年）電影中擔任主演。
- 布斯·韋利士 飾 布區·古利吉（Butch Coolidge）

韋利士是一位大明星，但他當時最近的電影票房都不是很好。據記者彼得·巴特所述，在這種預算不高的電影中出演，「意味著低片酬而且會危害他的演藝事業，但這個選擇……獲得了巨大的成功，《黑色追緝令》不僅為他重新找回身為演員的名聲，也幫他贏得了數百萬美元的分紅。韋利士的外觀及身材塑造是塔倫提諾選擇試鏡韋利士的重要原因，他說：「布斯有著一個看起來1950年代外表的男演員。我想不出有哪位明星能像他這樣」。
- 哈維·凱托 飾 溫斯頓·沃夫／野狼（Winston Wolfe／The Wolf）

此部分是專門為了曾演出過《霸道橫行》的凱托而加入的。導演塔倫提諾說：「哈維自從我16歲以來就一直是我最喜歡的演員。」。凱托的角色就如同《雙面女蠍星》（1993年）中的「清除者」。在電影中，他是一個非常富有的人並嚴格遵守自己的原則，朱爾相當尊敬沃夫，也把他當成心中的偶像。此外，他還開著一輛灰色的本田NSX。
- 提姆·羅斯 飾 林哥／南瓜（Ringo／Pumpkin）

羅斯先前曾與凱托一同出演過《霸道橫行》，這片兩人再次回歸。他在早期的電影中使用美國腔，但在《黑色追緝令》中則改以他自然的倫敦口音呈現。塔倫提諾專為羅斯來塑造此角，而執行製片人麥克·梅道佛則偏好強尼·戴普和克利斯汀·史萊特來飾演。。早於製作階段，塔倫提諾曾想讓羅斯飾演文生、蓋瑞·歐德曼來演朱爾，並將這兩個角色改為「兩位英國佬」。
- 亞曼達·普拉瑪 飾 尤蘭達／小白兔（Yolanda／Honey Bunny）

塔倫提諾為普拉瑪設定此角，為羅斯在電影中的搭擋。羅斯將她介紹給導演，他告訴塔倫提諾：「我想和亞曼達在您的電影中演出，但她手上得拿著一把大槍。」。她的角色是「南瓜」的女友與犯罪同夥。
- 玛丽亚·德·梅黛洛 飾 法比恩（Fabienne）

布奇的女友。塔倫提諾在《霸道橫行》於各地歐洲電影節參展時，遇到了這位葡萄牙女演員。德梅黛洛曾與舒曼共同出演過《第三情》（1990年），並飾演阿內絲·尼恩。
- 文·雷姆斯 飾 馬沙·華勒斯（Marsellus Wallace）

原本將由出演過1970年代許多經典黑色電影的席德·海格來演，但海格拒絕了。據班德所述，雷姆斯呈現出了「我所見過的最好的試鏡之一」。他的演出大受好評，使雷姆斯後來能出演大成本製作的電影，如《不可能的任務》（1996年）、《空中監獄》（1997年）和《戰略高手》（1998年）。
- 艾瑞克·史托茲 飾 蘭斯（Lance）

文生的毒販朋友。歌手寇特妮·洛芙後來說，科特·柯本原本會飾演蘭斯，而自己將會詮釋他的妻子。但塔倫提諾否認他曾找過柯本，更不用說讓他出演此角。蓋瑞·歐德曼因在《絕命大煞星》（1993年）中詮釋的皮條客，成為高層的首選。
- 羅珊娜·艾奎特 飾 茱蒂（Jody）

蘭斯的妻子。由潘·葛蕾兒配音，但塔倫提諾不覺得觀眾會對蘭斯罵她而感到合理。葛蕾兒後來改在塔倫提諾的《黑色終結令》（1997年）中擔任主演。艾倫·狄珍妮也有配音。
- 克里斯多夫·華肯 飾 孔斯上尉（Captain Koons）

華肯短暫於「金錶」中飾演一名越戰老兵。1993年，華肯曾在塔倫提諾編劇的《絕命大煞星》中的一幕出現。

## 榮譽
《黑色追緝令》共獲得了八項大獎的二十六項提名。此外，國家影評人協會投票通過，使山謬·傑克森能同時囊括最佳男主角和最佳男配角這兩個類別獎項。
| 獎項                     | 得獎人                                                | 結果         |
| 奧斯卡金像獎             | 奧斯卡金像獎                                          | 奧斯卡金像獎 |
| ------------------------ | ----------------------------------------------------- | ------------ |
| 最佳男主角               | 約翰·屈伏塔                                           | 提名         |
| 最佳影片                 | 製片人勞倫斯·班德                                     | 提名         |
| 最佳男配角               | 山謬·傑克森                                           | 提名         |
| 最佳女配角               | 烏瑪·舒曼                                             | 提名         |
| 最佳導演                 | 昆汀·塔倫提諾                                         | 提名         |
| 最佳剪輯                 | 莎莉·門克                                             | 提名         |
| 最佳原創劇本             | 昆汀·塔倫提諾與羅傑·艾弗瑞                            | 獲獎         |
| 英國電影和電視藝術學院獎 |                                                       |              |
| 最佳男主角               | 約翰·屈伏塔                                           | 提名         |
| 最佳男配角               | 山謬·傑克森                                           | 獲獎         |
| 最佳女主角               | 烏瑪·舒曼                                             | 提名         |
| 最佳攝影                 | 安德列·塞庫拉                                         | 提名         |
| 最佳導演                 | 昆汀·塔倫提諾                                         | 提名         |
| 最佳剪輯                 | 莎莉·門克                                             | 提名         |
| 最佳影片                 | 勞倫斯·班德與昆汀·塔倫提諾                            | 提名         |
| 最佳原創劇本             | 昆汀·塔倫提諾與羅傑·艾弗瑞                            | 獲獎         |
| 最佳音效                 | 史蒂芬·亨特·弗里克、肯恩·金、瑞克·艾許與大衛·祖潘契奇 | 提名         |
| 坎城影展                 |                                                       |              |
| 金棕櫚獎                 | 《黑色追緝令》（導演昆汀·塔倫提諾）                   | 獲獎         |
| 金球獎                   |                                                       |              |
| 最佳戲劇類電影男主角     | 約翰·屈伏塔                                           | 提名         |
| 最佳導演                 | 昆汀·塔倫提諾                                         | 提名         |
| 最佳戲劇類影片           | 勞倫斯·班德                                           | 提名         |
| 最佳劇本                 | 昆汀·塔倫提諾                                         | 獲獎         |
| 最佳電影男配角           | 山謬·傑克森                                           | 提名         |
| 最佳電影女配角           | 烏瑪·舒曼                                             | 提名         |
| 國家影評人協會           |                                                       |              |
| 最佳影片                 | 《黑色追緝令》（導演昆汀·塔倫提諾）                   | 獲獎         |
| 最佳導演                 | 昆汀·塔倫提諾                                         | 獲獎         |
| 最佳編劇                 | 昆汀·塔倫提諾與羅傑·艾弗瑞                            | 獲獎         |

## 備註
1. ↑  導演昆汀·塔倫提諾飾演。

## 外部連結
- 後現代的靈覺經驗 ── 談電影「黑色追緝令」（页面存档备份，存于）
- 互联网电影数据库（IMDb）上《低俗小说》的资料（英文）
- 爛番茄上《低俗小说》的資料（英文）
- 豆瓣电影上《低俗小说》的資料 （简体中文）
- Metacritic上《低俗小说》的資料（英文）
- Box Office Mojo上《低俗小说》的資料（英文）